# 大阪府外国人学校一覧
大阪府外国人学校一覧（おおさかふがいこくじんがっこういちらん）は大阪府におけるインターナショナル・スクール（外国人学校）の一覧。

## 朝鮮学校

### 東大阪市
- 大阪朝鮮高級学校

### 大阪市
- 東大阪朝鮮中級学校
- 北大阪朝鮮初中級学校

## 韓国学校

### 茨木市
- コリア国際学園

## 中華学校

### 大阪市
- 大阪中華学校

## 欧米系
- 大阪インターナショナルスクール